# COVER YOU
『COVER YOU』（カヴァー・ユー）は、2008年11月25日にアップフロントワークス（zetimaレーベル）から発売されたモーニング娘。のカバー・アルバムである。

## 概要
初回生産限定盤と通常盤の2形態で発売。初回生産限定盤はスペシャルパッケージ（スリーブケース）仕様。
作詞家・阿久悠のカバー曲で統一された企画アルバム。五木ひろしが選曲監修を行っている。アルバムタイトルの由来は阿久の曲をカバーすることであり、「YOU」は阿久のことを指す。
なお、モーニング娘。のアルバム作品としてつんく♂が作詞・作曲、そしてプロデュースに一切関わらないのは本作が初となる。

## 批評
『CDジャーナル』は「若年層に、バラエティに富む歌詞で時代を築いた専業作詞家がいたことを伝達する手段としても、本作品は意義深い」と評した。

## 収録曲
- 全作詞：阿久悠

1. 渚のシンドバッド [2:33]
  - 作曲：都倉俊一 / 編曲：斎藤悠弥

ピンク・レディーの楽曲のカバー。
2. どうにもとまらない [2:49]
  - 作曲：都倉俊一 / 編曲：大久保薫

山本リンダの楽曲のカバー。
3. 居酒屋 / 五木ひろし & 高橋愛 [3:48]
  - 作曲：大野克夫 / 編曲：周訪泰臣

五木ひろしと木の実ナナのデュエット曲のカバー。
4. ペッパー警部 (ALBUM Ver.) [4:22]
  - 作曲：都倉俊一 / 編曲：笹本安詞

37thシングル。ピンク・レディーの楽曲のカバー。
5. 白い蝶のサンバ [3:24]
  - 作曲：井上かつお / 編曲：藤澤慶昌

森山加代子の楽曲のカバー。
6. 青春時代 [3:00]
  - 作曲：森田公一 / 編曲：酒井ミキオ

森田公一とトップギャランの楽曲のカバー。
7. 林檎殺人事件 [4:21]
  - 作曲：穂口雄右 / 編曲：土肥真生

郷ひろみと樹木希林のデュエット曲のカバー。
8. ロマンス (ALBUM Ver.) [3:36]
  - 作曲：筒美京平 / 編曲：土肥真生

37thシングル「ペッパー警部」カップリング曲。岩崎宏美の楽曲のカバー。
9. 街の灯り / 高橋愛・新垣里沙 [3:33]
  - 作曲：浜圭介 / 編曲：江上浩太郎

堺正章の楽曲のカバー。
10. 恋のダイヤル6700 [2:59]
  - 作曲：井上忠夫 / 編曲：菊谷知樹 / 管編曲：竹上良成

フィンガー5の楽曲のカバー。
11. ピンポンパン体操 / 亀井絵里・道重さゆみ・田中れいな・久住小春・光井愛佳・ジュンジュン・リンリン [4:13]
  - 作曲：小林亜星 / 編曲：army slick

杉並児童合唱団・金森勢の楽曲のカバー。
12. わたしの青い鳥 [3:14]
  - 作曲：中村泰士 / 編曲：大久保薫

桜田淳子の楽曲のカバー。
13. ジョニィへの伝言 / 新垣里沙・亀井絵里・田中れいな [3:53]
  - 作曲：都倉俊一 / 編曲：川端良征

ペドロ&カプリシャスの楽曲のカバー。
14. UFO [3:07]
  - 作曲：都倉俊一 / 編曲：安岡洋一郎

ピンク・レディーの楽曲のカバー。

## 参加メンバー
- 5期：高橋愛・新垣里沙
- 6期：亀井絵里・道重さゆみ・田中れいな
- 7期：久住小春
- 8期：光井愛佳・ジュンジュン・リンリン

## 参加ミュージシャン
- 高橋愛：Chorus (#1, #4 - #9, #12, #14)
- 新垣里沙：Chorus (#5 - #7, #9, #13)
- 亀井絵里：Chorus (#12)
- 田中れいな：Chorus (#13)
- 久住小春：Chorus (#11)
- 光井愛佳：Chorus (#11)
- ジュンジュン：Chorus (#2, #4)
- リンリン：Chorus (#2, #4)
- 斎藤悠弥：Programming (#1)
- 関根ゆたか：Electric Guitar (#1)
- 大久保薫：Programming (#2, #12)
- 周訪泰臣：Programming (#3), Pianica (#3)
- 太田剣：Saxophone (#3)
- 古田綾子：Piano (#3)
- 高島政晴：Electric & Acoustic Guitars (#3)
- 長岡道夫：Bass (#3)
- 見砂和照：Drums (#3)
- 八坂淳一：Percussions (#3)
- しらいしけんじ：Marimba (#3)
- 笹本安詞：Programming (#4), Electric Bass (#4)
- たいせい：Piano (#8), Electric Piano (#4), Strings Programming (#4)
- 加藤勇人：Trumpet (#4), Organ Programming (#4)
- 木村香真良：Guitars (#4)
- 荒木啓六：Bass (#4)
- 長堀晶：Drums (#4), Percussions (#4)
- 酒井ミキオ：Programming (#6), Guitars (#6)
- 五十嵐宏治：Acoustic Piano (#6)
- CHINO：Chorus (#6)
- 土肥真生：Programming (#7, #8), Guitars (#7, #8)
- 鈴木正則：Trumpet (#7, #10)
- 竹上良成：A. Sax (#7, #10), B. Sax (#10), T. Sax (#7), Flute (#7)
- 江上浩太郎：Programming (#9)
- 大野由紀子：Violin (#9)
- 菊谷知樹：Programming (#10), Guitars (#10)
- 高尾俊行：Drums (#10)
- スティング宮本：Bass (#10)
- 鹿討奏：Trombone (#10)
- Army Slick：Programming (#11), Electric & Acoustic Bass (#11)
- 米森武司：Electric & Acoustic Guitar (#11)
- 高橋諭一：Acoustic Guitar (#11)
- 川端良征：Programming (#13), All Other Instruments (#13)
- 安岡洋一郎：Programming (#14)
- 馬場一人：Electric Guitar (#14)